# Марсело Ребольєдо
Марсело Ребольєдо (ісп. Marcelo Rebolledo; нар. 22 жовтня 1971) — колишній чилійський тенісист.
Найвищу одиночну позицію світового рейтингу — 439 місце досяг 15 серпня 1994, парну — 207 місце — 28 листопада 1994 року.

## Титули ATP Челленджер

### Парний розряд: (1)
| Ранг | Дата     | Турнір                                       | Покриття | Партнер         | Суперники                     | Рахунок  |
| ---- | -------- | -------------------------------------------- | -------- | --------------- | ----------------------------- | -------- |
| 1.   | Лют 1993 | Viña del Mar Challenger Вінья-дель-Мар, Чилі | Ґрунт    | Мартін Родрігес | Андрій Мерінов Лоренс Тілеман | 6–3, 7–6 |